# Бунтешть
Бунтешть, Бунтешті (рум. Buntești) — село у повіті Біхор в Румунії. Адміністративний центр комуни Бунтешть.
Село розташоване на відстані 371 км на північний захід від Бухареста, 65 км на південний схід від Ораді, 88 км на захід від Клуж-Напоки, 134 км на північний схід від Тімішоари.

## Населення
За даними перепису населення 2002 року у селі проживали 573 особи, усі — румуни. Усі жителі села рідною мовою назвали румунську.